# ديفيد (دوناتيللو)

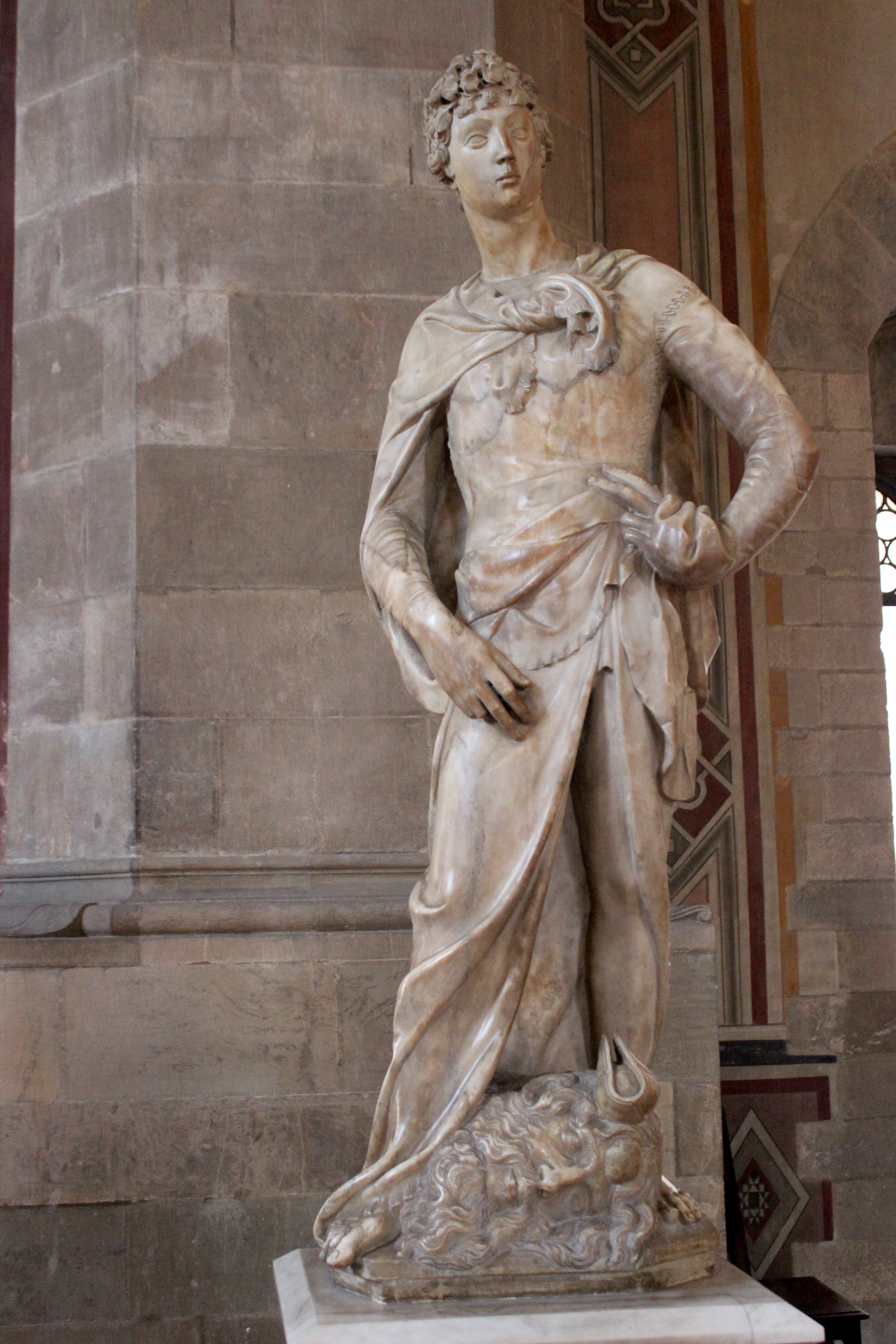
النسخة الأولى من تمثال داوود (1408-1409) بطول 191 سم.

ديفيد أو داوود هو اسم اثنين من التماثيل التي نحتها النحات الإيطالي دوناتيلو في بدايات عصر النهضة. يصور التمثالان النبي داوود. يوجد التمثال الأول في متحف بارجيللو الوطني في فلورنسا بينما الآخر البرونزي في المتحف ذاته وتوجد نسخة عن التمثال البرونزي في متحف فكتوريا وألبرت في لندن.